# 川﨑千春
川﨑 千春（かわさき ちはる、1903年〈明治36年〉4月5日 ‐ 1991年〈平成3年〉6月6日）は、日本の実業家。京成電鉄第5代代表取締役社長、京成百貨店代表取締役社長、オリエンタルランド初代代表取締役社長、北総開発鉄道代表取締役社長、成田空港交通代表取締役社長、日本民営鉄道協会会長を務めた。また、日本大学第一学園の第6代同窓会長も歴任した。茨城県出身。趣味はゴルフ、邦楽、古いヴァイオリンの修理。
日本にディズニーパークを誘致する構想を提案した人物であり、東京ディズニーランドの建設計画にも中心的に関わった。京成電鉄では21年間にわたり社長を務め、京成グループの発展に尽力した。
尾張徳川家に仕えた絵師の家系の出身で、従兄に川﨑小虎、小虎の長女・川﨑すみの夫に東山魁夷がいる。さらに、小虎の父方の祖父・川﨑千虎、千虎の父・川﨑茂春など、親族には多くの画家がいる。川﨑自身も「油絵で薔薇を描かせたら天下一品」と評されるほどの芸術的才能を持っていたという。

## 来歴・人物
旧制日本大学中学校（現：日本大学第一高等学校）、旧制水戸高校を経て、1927年に東京帝国大学経済学部を卒業。その後、創立間もない川﨑信託（現：三菱UFJ信託銀行）に入社した。1939年8月、経理課長を務めていた際に後藤圀彦の要請を受け、帝都タクシー（現：帝都自動車交通）へ転職した。

### 京成電鉄社長として
1940年1月、京成電気軌道（現：京成電鉄）に会計課長として入社。
1947年6月に取締役、同年9月に常務取締役、1949年12月に専務取締役を経て、1958年11月15日、大山秀雄の後任として第5代社長に就任。1979年までの21年間、社長を務めた。
社長在任中は高度経済成長期の流れを活かし、事業の拡大を推進。沿線外では群馬県洞元湖に洞元湖温泉ホテルを開業し、沿線内外を問わず土地開発や不動産事業を拡大させることで、京成グループ全体の発展を図った。また、鉄道事業においても、新東京国際空港（現：成田国際空港）への新線建設を進めた。

### オリエンタルランド初代社長として
オリエンタルランドの初代社長を務め、東京ディズニーランド構想の発端をつくった人物として知られる。
1958年1月、谷津遊園の拡張に伴い新設するバラ園のため、バラの買い付けを目的にアメリカ合衆国を訪問（この事業をきっかけに京成バラ園芸が設立される）。その際、開業間もないディズニーランドを視察し、強い感銘を受けたことから、日本への誘致を構想。千葉県我孫子市を中心とした手賀沼地域を候補地として計画を進めたが、合弁会社の経営トラブルや手賀沼の水質悪化により、いったん計画を断念した。
その後、川﨑は朝日土地興業の社長・丹沢善利とともに、親交のあった三井不動産社長・江戸英雄に働きかけ、千葉県浦安沖の土地開発を目的としたオリエンタルランドを設立。当初は丹沢が経営の中心だったが、武州鉄道事件、虎ノ門公園跡地払い下げ疑惑、吹原産業手形詐欺事件など黒い霧事件への関与が発覚し、朝日土地興業の経営も悪化したため、経営の主導権は川﨑へ移った。
オリエンタルランドは浦安地区260万坪の埋め立てについて、東京に近い約60万坪をレジャー施設にするという条件で千葉県から許可を得ており、ディズニーランドの誘致へと進む。1961年1月、川﨑はウォルト・ディズニー・プロダクションズ（現：ウォルト・ディズニー・カンパニー）を訪問し、その後も三井物産を通じた交渉を継続。十数年にわたりディズニー側との折衝を重ね、誘致実現に向けて取り組んだ。

### 京成・オリエンタルランド社長からの退任
第1次オイルショック後の不況に加え、副業の業績不振、不動産投資の過剰、新東京国際空港の開港遅延などが重なり、1978年に京成電鉄は無配に転落。経営危機に陥った。この年、京成社長と兼任していたオリエンタルランド社長を退任し、浦安の漁業関係者との交渉で手腕を発揮した高橋政知専務が後任に昇格した。
翌1979年6月27日には京成社長も退き会長に就任。後任の社長には元運輸事務次官の佐藤光夫が迎えられた。
1983年4月15日、長年の悲願であった東京ディズニーランドが開園。相談役であった川﨑はグランドオープニングセレモニーに出席し、感激のあまり涙を浮かべたという。その後、京成電鉄の経営は回復し、1990年には配当が再開されたが、その時点では川﨑は経営に関与していなかった。
1991年6月6日午後3時20分、呼吸不全のため東京都千代田区の病院で死去。享年88。

## 著書
- 『これからの京成 日本対談文庫 1965年版 Vol.2』日本通信社、1965年。